# 韓說
韓說（「說」，切，音同「悅」，前2世纪？—前91年），《汉书功臣侯表》作韓譊，西汉将军，韩王信曾孙、弓高侯韩颓当之孙、韩嫣之弟，兄弟两人俱有材力。

## 生平
初与其兄皆以美色得到武帝宠幸，后以校尉从大将军卫青攻打有功，为龙額侯，却因酎金失侯。
元鼎六年（前111年），以待诏为横海将军，出会稽郡，与杨仆、王温舒击灭东越有功，封为按道侯。
太初三年（前102年），为游击将军，屯於五原外列城。为光祿勳。征和二年（前91年）与江充、苏文、章赣在太子宫搜查巫蛊，被卫太子刘据所杀，长子韩兴袭封。

## 家庭
- 曾祖：韩王信，汉初异姓王之一；
- 祖父：韩颓当，韩王信之幼子，高后时与其侄韩婴一起由匈奴降汉，封弓高侯。七国之乱时，以列侯为将军，功冠诸军。
- 父：不详
- 兄弟：韩嫣，貌美，有材力。武帝为胶东王时之同学，深受武帝宠幸。后得罪诸侯王，为武帝母王太后所杀；
- 子女：
  - 韩兴：长子，袭封。后做祝诅上，腰斩。
  - 韩增：次子，韩兴被杀后，武帝改封其为龙额侯，为汉宣帝麒麟阁功臣之一。

## 延伸阅读
[在维基数据编辑]
 《史記/卷111》，出自司馬遷《史記》